# Gymnase Triat
Le gymnase Triat est un ancien établissement français d'enseignement et de pratique de la gymnastique fondé et dirigé par Hippolyte Triat. Situé avenue Montaigne puis rue du Bouloi à Paris, il était ouvert à la fois aux femmes et aux hommes.

## Historique
Installé en Belgique dans les années 1830, Hippolyte Triat ouvre un premier gymnase à Liège en 1838, puis une « École normale de gymnastique » à Bruxelles, située au 7 et 9 rue de la Ligne et déjà ouverte à la fois aux hommes et aux femmes,. Il s'installe à Paris en 1846, et ouvre un grand gymnase dans le quartier des Champs-Élysées, au 36 allées des Veuves, renommée avenue Montaigne en 1850. Ayant été exproprié, le gymnase doit déménager au 55 de la même avenue Montaigne en 1863. À la fin du Second Empire et pendant la Commune de Paris, le gymnase est utilisé pour plusieurs réunions et conférences politiques. Arrêté après la Commune en raison de son soutien supposé aux insurgés, puis libéré, Hippolyte Triat rouvre son gymnase au 22 rue du Bouloi. Le gymnase ne parvient cependant pas à retrouver la notoriété qu'il avait acquise pendant le Second Empire, et ferme finalement ses portes juste avant la mort de son fondateur, en 1880.

## Installations et équipements
Le gymnase Triat est un centre de remise en forme destiné aux personnes désireuses d'améliorer ou d'entretenir leur santé et leur forme physique. Il propose une grande diversité d'équipements et d'exercices physiques, comme la gymnastique acrobatique, le lever de poids et d'haltères, des exercices de voltige, des anneaux, des barres parallèles, de l'hydrothérapie.
L'écrivain Paul Féval décrit ainsi le gymnase, qu'il fréquentait :

« Ce qui frappe d'abord, c'est la profusion des cordages courant dans tous les sens, se mêlant, se croisant, et formant comme une dentelle capricieuse dont le réseau mouvant étonne et intrigue l'esprit. Les uns pendent librement pour la voltige ; d'autres sont tendus verticalement pour le bras de fer, horizontalement pour la coupe ; d'autres, terminés par de brillants anneaux de cuivre, servent à ces exercices du pendule que M. Triât a poussés au suprême degré de perfection. Les barres parallèles mobiles, inventées par M. Triât, sont au-dessous. Leurs différentes positions permeltent plus de cent cinquante exercices. Au milieu enfin, se dresse le cheval de grandeur naturelle. Nous ne parlons ni des mâts, ni des barres de fer horizontales, ni des instruments qui se rencontrent dans les petits gymnases, ni des différentes machines fort ingénieuses dont M. Triât est l'auteur et qu'il met à la disposition des personnes trop affaiblies pour suivre la grande leçon. »

En raison de l'espace disponible dans les différents lieux où était installé le gymnase, celui-ci était un lieu habituel pour y tenir des réunions politiques, des conférences, des rassemblements et autres événements.  

## Personnalités ayant fréquenté le gymnase
De nombreuses personnalités de la haute société parisienne fréquentèrent le gymnase Triat, parmi lesquelles, :
- Émile Allix et sa famille
- Pierre Joseph François Bosquet
- Pierre-Michel-François Chevalier
- Théodore-Casimir Delamarre
- Paul Féval
- Adolphe Georges Guéroult
- Armand Jacques Leroy de Saint-Arnaud
- Eugène Paz